# 巴冷公主
巴冷公主（魯凱語：Balenge ka abulru），又譯巴嫩公主、芭嫩公主或巴楞公主，是台灣原住民魯凱族的一個口耳相傳的古老傳說，其內容主要描述魯凱族一個部落頭目的女兒嫁給蛇郎君的故事，並曾改編為電腦遊戲。因為年代久遠而且缺乏文字記載，目前已有許多版本，也有一些家族堅稱自己就是巴冷公主的後代。這些自稱為巴冷公主後人的魯凱家族對此故事褒貶不一，有些家族並認為改編之電腦遊戲扭曲歷史之真相。

## 傳說
阿達里歐是祂羅巴林湖神(即小鬼湖)，也是「魯凱族」族人的祖靈─百步蛇王。千年來獨自居住在鬼湖地帶守護著魯凱族人。面目清秀斯文、英俊挺拔；但個性冷漠寡言。以前常有村人不小心在鬼湖森林迷路，都是受了他的恩惠才找到出路。平日最大的娛樂便是獨自吹奏著短笛，應和著笛聲哼出自編的幾首歌曲。
在巴冷十六歲那年，因為在田地旁的鬼湖森林迷路，而邂逅了祂羅巴林湖神－百步蛇王阿達里歐。經過了幾段曲折離奇的遭遇後，兩人對彼此皆產生好感，並漸漸萌生出了愛情。然而百步蛇後代的魯凱族人基於對祖靈的敬畏，讓兩人的愛情面臨了重重險阻。最後，頭目朗拉路在湖神帶著禮品前來提親時向祂提出一個要求：找到傳說中的帕利奇－莫利莫利達安，也就是位於深海中的七彩琉璃珠，以作為迎娶巴冷公主的禮品。
於是蛇王帶領著部下歷經了三年的海上生涯後，終於順利帶著七彩琉璃珠回到了達德勒部落。在婚禮舉行過後，蛇王揹起巴冷，在村人及頭目夫婦的祝福聲中緩緩進入了鬼湖，並在臨走告訴村人以後可以自由進出鬼湖森林一帶打獵或摘取藥草。從此兩人就在此守護著世世代代的魯凱族人。直到今天，魯凱族少女還是會以百合花裝飾及打扮，以紀念難忘的巴冷公主。

## 延伸文化

### 遊戲
台灣軟體公司榮欽科技曾在2002年出版3D動作RPG遊戲《巴冷公主》，後交由智冠科技發行。

### 文學
春天出版社出過巴冷公主《鬼湖傳說》與《萬獸迎親》等兩部小說著作，該書作者古昌弘更參與上述遊戲製作和小說改寫。

### 歌曲
魯凱族以此傳說延伸的民謠《鬼湖之戀》，便是敘述巴冷公主嫁給蛇王阿達里歐當日，和雙親在內的所屬部落族人道別的情境。舞思愛於2010年12月19日播出的超級星光大道第七屆14強全新樣貌大改造單元演唱該首曲目而順利過關。
台灣原住民歌手張惠妹、王宏恩一起合唱過歌曲《巴冷公主》，與蔡惠羽《百合傳說》。歌手梁文音未出道時，在王宏恩所舉辦的《尋找巴冷公主》歌唱比賽中獲得優勝，因此有「巴冷」之稱，梁同時擁有魯凱族血統。

### 舞臺劇
屏風表演班及原舞者改編巴冷傳說為歌舞劇《百合戀》，並於2010年11月6日至2011年1月4日在台北國際花卉博覽會的美術園區舞蝶館演出。

## 外部連結
- 巴冷公主[永久] － 台灣原住民歷史語言文化大辭典網路版
- 鬼湖情戀 （页面存档备份，存于） － 多納:部落e樂園